# حمام صفا
حمام صفا یا حمام سولاخی‌ها مربوط به دوره پهلوی است و در شهرستان قوچان، قوچان، خیابان مولوی، نرسیده به چهار راه اول واقع شده و این اثر در تاریخ ۲۵ مرداد ۱۳۸۴ با شمارهٔ ثبت ۱۳۳۹۵ به‌عنوان یکی از آثار ملی ایران به ثبت رسیده است.